# Права интерсекс-людей в Новой Зеландии
Права интерсекс-людей в Новой Зеландии нарушаются по ряду показателей. Защита от дискриминации регулируется законами Human Rights Act и Bill of Rights Act, но работа этих законов остаётся непроверенной. Комиссия по правам человека Новой Зеландии заявляет, что, по-видимому, наблюдается «недостаток политической воли для решения проблем, связанных с нынешней практикой нормализации половых органов у интерсекс-детей».
В марте 2017 года общественные организации Новой Зеландии и Австралии выступили с совместным призывом к правовой реформе, включая криминализацию отложенных медицинских вмешательств в тела интерсекс-детей, прекращение юридической классификации пола и улучшение доступа к поддержке сверстников.

## История
В каноническом праве XII века, известном как Декрет Грациана, говорится, что «вопрос о том, может ли гермафродит быть свидетелем, зависит от того, какой пол преобладает» («Hermafroditus ad testamentum adhiberi possit, qualitas sexus incalescentis ostendit»).
В конце XX века - начале XXI в Новой Зеландии появились первые интерсекс-активисты (Мани Митчелл и Элиана Рубашкин) и правозащитные организации (Intersex Trust Aotearoa New Zealand).
В начале XXI века Комиссия по правам человека изучала положение дел по соблюдению прав интерсекс-людей через призму исследований аналогичного вопроса по трансгендерным людям. Позже права интерсекс-людей были исследованы отдельно от трансгендерных людей, в том числе были рассмотрены последствия медицинских вмешательств и стигматизация.
В марте 2017 года Intersex Trust Aotearoa New Zealand выступили с призывом к правовой реформе, включая криминализацию отложенных медицинских вмешательств в тела интерсекс-детей, прекращение юридической классификации пола и улучшение доступа к поддержке сверстников

## Физическая неприкосновенность
В 2010 и 2016 годах Комиссия по правам человека заслушала показания интерсекс-людей и медиков, в том числе информацию о медицинских вмешательствах в Новой Зеландии и Австралии в соответствии с положениями High Cost Treatment Pool.
Азиатско-Тихоокеанский форум национальных правозащитных учреждений утверждает, что законы и политика Новой Зеландии, запрещающие калечащие операции на женских половых органах, прямо разрешают «нормализующие» операции на интерсекс-людях. Материал, представленный Австралийской педиатрической эндокринной группой в Сенат Австралии в 2013 году, показал, что Новая Зеландия является региональным лидером по количеству операций в случаях врожденной гиперплазии коры надпочечников, причем хирургические вмешательства на гениталиях предпочитают делать для девочек в возрасте до 6 месяцев.
В обзоре 2016 года деятельности страны в соответствии с Конвенцией о правах ребенка правительство предоставило противоречивую информацию о медицинских вмешательствах, в том числе информацию, которая противоречит отчетам, представленным Комиссии по правам человека. В октябре 2016 года Комитет ООН по правам ребенка опубликовал замечания о практике в Новой Зеландии, в том числе рекомендации по обеспечению того, чтобы «никто не подвергался ненужному медицинскому или хирургическому лечению в младенчестве или детстве, гарантируя права детей на физическую неприкосновенность».

В июле 2018 года Комитет ООН по ликвидации дискриминации в отношении женщин опубликовал заключительные замечания о вредоносной практике, рекомендовав Новой Зеландии принять «четкие законодательные положения, прямо запрещающие проведение ненужных хирургических или других медицинских практик на интерсекс-детях до достижения ими совершеннолетия». Комитет также призвал обеспечить возмещение ущерба жертвам нормализующих операций, а также предоставлять психологическую помощь их семьям.

## Защита от дискриминации
Комиссия по правам человека Новой Зеландии в своем докладе за 2004 год о положении в области прав человека в Новой Зеландии, отметила что интерсекс-люди в Новой Зеландии сталкиваются с дискриминацией в нескольких аспектах, однако закон остается неточным, когда дело касается дискриминации из-за половых признаком или интерсекс-статуса. В настоящее время Комиссия считает, что Закон о правах человека 1993 года может защищать интерсекс-людей в соответствии с законами, предотвращающими дискриминацию по признаку пола, а Закон 1990 года может адекватно признавать права на телесную автономию и отказ от медицинского лечения, но это не было проверено.

## Документы, удостоверяющие личность
В Новой Зеландии доступны паспорта с тремя вариантами гендерных маркеров «M», «F» и «X», где последний предназначен для заявителей неопределенного пола. Паспорта с дескриптором «X» были первоначально введены для трансгендерных людей. Свидетельства о рождении доступны при рождении с указанием «неопределенного» пола, если невозможно назначить пол.
В марте 2017 года в заявлении сообщества Australian and Aotearoa/New Zealand содержался призыв к прекращению юридической классификации пола, в котором указывалось, что введение третьей опции в классификации пола, как и  бинарная классификация, основаны на структурном насилии и не учитывают разнообразия и «прав на самоопределение».

## Возмещения ущерба
В марте 2017 года в заявлении сообщества Australian and Aotearoa/New Zealand содержался призыв признать, принести извинения и выплатить компенсации интерсекс-людям, подвергшимся «принудительным медицинским вмешательствам».

## Брак
С 19 апреля 2013 года любая взрослая пара может вступать в брак в Новой Зеландии. Первые однополые браки в стране зарегистрировали в августе 2013 года.

## Известные интерсекс-люди из Новой Зеландии
- Мани Митчелл
- Элиана Рубашкин